# Aeropuerto Internacional Ing. Alberto Acuña Ongay
Ing. Alberto Acuña Ongay International Airport är en flygplats i Mexiko. Den ligger i kommunen Campeche och delstaten Campeche, i den östra delen av landet, 900 km öster om huvudstaden Mexico City. Ing. Alberto Acuña Ongay International Airport ligger 10 meter över havet.
Terrängen runt Ing. Alberto Acuña Ongay International Airport är huvudsakligen platt. Ing. Alberto Acuña Ongay International Airport ligger nere i en dal. Runt Ing. Alberto Acuña Ongay International Airport är det ganska tätbefolkat, med 86 invånare per kvadratkilometer. Närmaste större samhälle är Campeche, 4,0 km nordväst om Ing. Alberto Acuña Ongay International Airport. I omgivningarna runt Ing. Alberto Acuña Ongay International Airport växer i huvudsak lövfällande lövskog.